# 2011年东南亚运动会羽球比赛
2011年东南亚运动会羽球比赛于2011年12月在印尼雅加达的Istora Senayan举行。

## 奖牌统计

### 奖牌榜
| 排名 | 国家／地区        | 金牌 | 银牌 | 铜牌 | 總數 |
| ---- | ----------------- | ---- | ---- | ---- | ---- |
| 1    | 印度尼西亚（INA） | 5    | 4    | 2    | 11   |
| 2    | 泰国（THA）       | 1    | 2    | 6    | 9    |
| 3    | 新加坡（SIN）     | 1    | 0    | 4    | 5    |
| 4    | 马来西亚（MAS）   | 0    | 1    | 2    | 3    |
| 总数 | 总数              | 7    | 7    | 14   | 28   |

### 奖牌得主
| 项目     | 金牌 | 银牌 | 铜牌 |
| 男子单打 | 西蒙·桑托索 · 印度尼西亚（INA）                                                                                                  | 达农沙·森颂汶素 · 泰国（THA） | 陶菲克 · 印度尼西亚（INA）                                                                                             |
| 男子单打 | 西蒙·桑托索 · 印度尼西亚（INA）                                                                                                  | 达农沙·森颂汶素 · 泰国（THA） | 黃梓良 · 新加坡（SIN）                                                                                                 |
| 女子单打 | 伏明天 · 新加坡（SIN） | 阿德里安蒂 · 印度尼西亚（INA） | 蓬迪·布拉那巴硕 · 泰国（THA）                                                                                          |
| 女子单打 | 伏明天 · 新加坡（SIN） | 阿德里安蒂 · 印度尼西亚（INA） | 拉差诺 · 泰国（THA）                                                                                                   |
| 男子双打 | 印度尼西亚（INA） · 博纳·塞普特纳 · 穆罕默德·阿赫桑                                                                              | 印度尼西亚（INA） · 马尔基斯·基多 · 亨德拉·塞蒂亚万                                                                                                  | 马来西亚（MAS） · 吴伟申 · 林钦华                                                                                      |
| 男子双打 | 印度尼西亚（INA） · 博纳·塞普特纳 · 穆罕默德·阿赫桑                                                                              | 印度尼西亚（INA） · 马尔基斯·基多 · 亨德拉·塞蒂亚万                                                                                                  | 泰国（THA） · 帕迪帕特 · 尼迪蓬·潘普佩克                                                                               |
| 女子双打 | 印度尼西亚（INA） · 安妮克·菲亚·奥古斯丁 · 尼蒂娅·克里欣达·马赫斯瓦里                                                            | 印度尼西亚（INA） · 娜达娅·美拉提 · 维塔·玛丽莎 | 泰国（THA） · 当甲农 · 恭差拉                                                                                          |
| 女子双打 | 印度尼西亚（INA） · 安妮克·菲亚·奥古斯丁 · 尼蒂娅·克里欣达·马赫斯瓦里                                                            | 印度尼西亚（INA） · 娜达娅·美拉提 · 维塔·玛丽莎 | 新加坡（SIN） · 姚蕾 · 欣塔·穆利亚·萨里                                                                                |
| 混合双打 | 印度尼西亚（INA） · 通托维·艾哈迈德 · 利利亚纳·纳西尔                                                                            | 泰国（THA） · 戍革·普拉帕卡莫 · 莎拉丽·桑松卡姆 | 泰国（THA） · 颂蓬·阿努里达亚翁 · 恭差拉                                                                               |
| 混合双打 | 印度尼西亚（INA） · 通托维·艾哈迈德 · 利利亚纳·纳西尔                                                                            | 泰国（THA） · 戍革·普拉帕卡莫 · 莎拉丽·桑松卡姆 | 印度尼西亚（INA） · 穆罕默德·雷扎 · 戴比·苏珊托                                                                        |
| 男子团体 | 印度尼西亚（INA） · 西蒙·桑托索 · 博纳·塞普特纳 · 穆罕默德·阿赫桑 · 汤米·苏吉亚托 · 马尔基斯·基多 · 亨德拉·塞蒂亚万 · 狄奥尼修斯 | 马来西亚（MAS） · 刘国伦 · 吴伟申 · 林钦华 · 阿里夫 · 麦喜俊 · 王順福 · 张维峰                                                                       | 泰国（THA） · 达农沙·森颂汶素 · 戍革·普拉帕卡莫 · 颂蓬 · 素班育·阿威兴沙农 · 玛尼蓬·宗集 · 博丁·伊沙拉 · 帕卡瓦·维莱叻 |
| 男子团体 | 印度尼西亚（INA） · 西蒙·桑托索 · 博纳·塞普特纳 · 穆罕默德·阿赫桑 · 汤米·苏吉亚托 · 马尔基斯·基多 · 亨德拉·塞蒂亚万 · 狄奥尼修斯 | 马来西亚（MAS） · 刘国伦 · 吴伟申 · 林钦华 · 阿里夫 · 麦喜俊 · 王順福 · 张维峰                                                                       | 新加坡（SIN） · 黃梓良 · 刘意 · 杨潮江 · 陈勇肇 · 查特·奇雅加特 · 黄超                                                 |
| 女子团体 | 泰国（THA） · 蓬迪·布拉那巴硕 · 当甲农 · 恭差拉 · 拉差诺 · 沙威丽·阿米达拜 · 莎拉丽·桑松卡姆 · 沙西丽·德拉达那猜                 | 印度尼西亚（INA） · 琳达·韦尼·法内特里 · 安妮克·菲亚·奥古斯丁 · 尼蒂娅·克里欣达·马赫斯瓦里 · 阿德里安蒂 · 维塔·玛丽莎 · 利利亚纳·纳西尔 · 贝拉特里克 | 马来西亚（MAS） · 郑清亿 · 许嘉雯 · 温可微 · 謝沂逾 · 黄惠龄 · 林芸如 · 謝抒芽                                         |
| 女子团体 | 泰国（THA） · 蓬迪·布拉那巴硕 · 当甲农 · 恭差拉 · 拉差诺 · 沙威丽·阿米达拜 · 莎拉丽·桑松卡姆 · 沙西丽·德拉达那猜                 | 印度尼西亚（INA） · 琳达·韦尼·法内特里 · 安妮克·菲亚·奥古斯丁 · 尼蒂娅·克里欣达·马赫斯瓦里 · 阿德里安蒂 · 维塔·玛丽莎 · 利利亚纳·纳西尔 · 贝拉特里克 | 新加坡（SIN） · 顾娟 · 姚蕾 · 欣塔·穆利亚·萨里 · 伏明天 · 陈嘉园 · 梁语嫣 · 邢爱英                                     |